# Lamotte-du-Rhône
Lamotte-du-Rhône är en kommun i departementet Vaucluse i regionen Provence-Alpes-Côte d'Azur i sydöstra Frankrike. Kommunen ligger i kantonen Bollène som tillhör arrondissementet Avignon. År 2022 hade Lamotte-du-Rhône 397 invånare.

## Befolkningsutveckling
Antalet invånare i kommunen Lamotte-du-Rhône
| Referens: INSEE |